# August Thyssen junior
August Thyssen junior (* 25. September 1874 in Mülheim an der Ruhr; † 13. Juni 1943 in München) war ein deutscher Unternehmer. Er war Mitglied der Unternehmerfamilie Thyssen und Mitinhaber von Thyssen & Co.

## Leben
August Thyssen junior wurde als zweiter Sohn des Unternehmers und Großindustriellen August Thyssen und seiner Frau Hedwig Pelzer in Mülheim an der Ruhr geboren. Auf Wunsch des Vaters arbeitete er nach dem Abschluss der Schule zunächst für die Gewerkschaft Deutscher Kaiser in Bruckhausen. Mangelnde Arbeitsdisziplin und die regelmäßigen Zechtouren des Sohns führten dazu, dass der Vater ihn aus Mülheim fortschickte und ihm im Berliner Büro des Unternehmens neue Aufgaben übertrug.
In Berlin setzte Thyssen junior seinen ausschweifenden Lebensstil fort. Ohne Wissen des Vaters trat er in die Leibschwadron der Gardehusaren ein mit der Absicht, eine Karriere am Kaiserlichen Hofe zu machen. Mit Hilfe finanzieller Zuwendungen an Regimentskameraden gelang es ihm, als erstes Mitglied mit bürgerlicher Herkunft die Reserveoffiziersprüfung zu absolvieren. Mit dem Erwerb des 3.900 Morgen großen Rittergutes Rüdersdorf bemühte er sich, seinem Ziel der Nobilitierung näherzukommen.
Der Versuch von August Thyssen senior, 1904 ein Entmündigungsverfahren gegen seinen Sohn einzuleiten und die Einweisung in eine Nervenklinik zu beantragen, scheiterte. Über das Berliner Klatschblatt „Roland von Berlin“ brachte August Thyssen junior die gerichtliche Auseinandersetzung mit seinem Vater an die Öffentlichkeit.
Als Thyssen junior 1919 die private Insolvenz drohte, übernahm sein Vater die Schulden und brachte ihn dazu, seine Anteile am Familienunternehmen Thyssen & Co an ihn, den Vater, abzutreten. Dafür erhielt der Sohn eine großzügige Abfindung, mit der er sein nun folgendes Wanderleben durch verschiedene europäische Länder finanzieren konnte.
Obwohl August Thyssen junior zeitlebens zahlreiche amouröse Beziehungen und Heiratspläne hatte, war er nie verheiratet und hinterließ keine Kinder. Er starb am 13. Juni 1943 in München.